# Renée de Rieux (maîtresse de Henri III)
Pour les articles homonymes, voir Renée de Rieux.

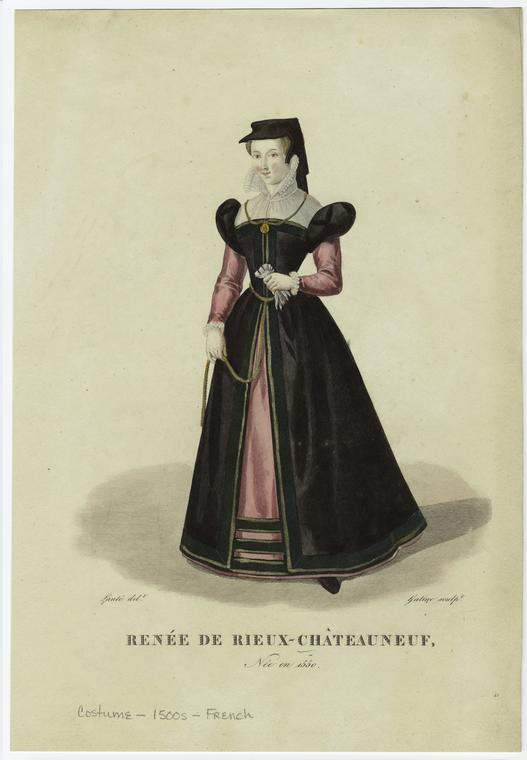
Renée de Rieux de Châteauneuf, par Louis Marie Lanté (artiste), Georges Jacques Gatine (graveur), XIXe siècle.

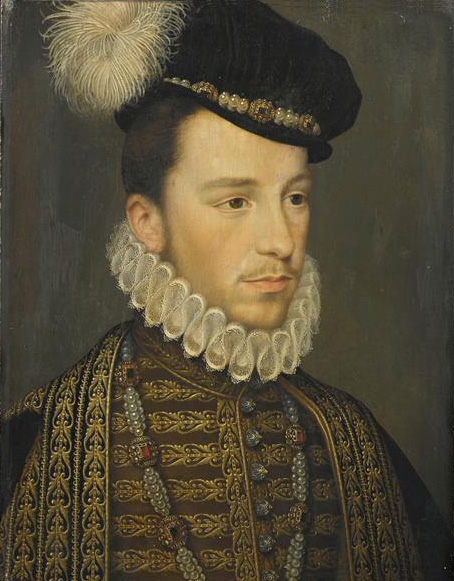
Henri, duc d'Anjou, futur Henri III

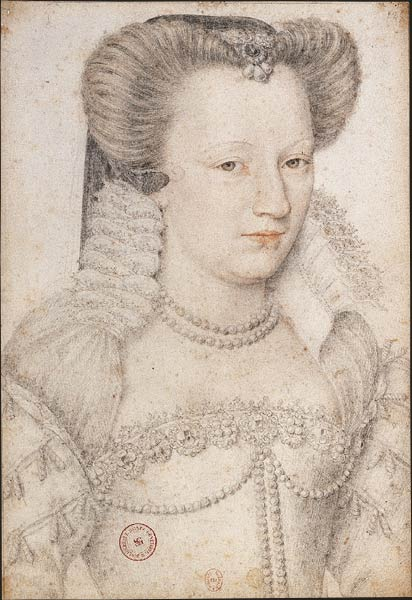
Louise de Lorraine Vaudémont, reine de France

Renée de Rieux, dite la « Belle de Châteauneuf » (° 1550 - † après 1586), fut une maîtresse du duc d'Anjou et futur roi Henri III. 
Fille d'honneur de Catherine de Médicis, elle inspira une vive passion au duc d'Anjou (devenu ensuite Henri III) dont il est resté plusieurs sonnets galants[réf. nécessaire]. Quand ce prince, devenu roi, eut épousé Louise de Vaudémont, elle ne craignit pas de braver la reine et fut exilée.
Elle épousa un Florentin qu'elle aurait ensuite poignardé dans un accès de jalousie, puis un capitaine des galères que le roi fit comte de Castellane.

## Biographie

### Fille d'honneur et maîtresse du duc d'Anjou (futur Henri III)
Descendante de la maison de Rieux, une famille de la noblesse de Bretagne, elle est la fille de Jean de Rieux, seigneur de Châteauneuf et de son épouse Béatrice dame de la Perrière.
Elle devient la maîtresse d'Henri duc d'Anjou (futur roi de France Henri III de 1569 à 1571. Ils avaient 10 ans d'écart.
Fille d'honneur de Catherine de Médicis de 1567 à 1578, elle inspira une vive passion au duc d'Anjou (devenu ensuite Henri III), qui lui adressa nombre de sonnets galants. Sa faveur baissa lorsque le duc d'Anjou s'éprit de la jeune Marie de Clèves. Il continua de lui écrire des sonnets même lorsqu'il fut envoyé en Pologne. 
Dans un de ses sonnets, Desportes décrit la belle Châteauneuf (c'était une blonde aux yeux bleus) ainsi :
beaux nœuds crénés et blonds, nonchalamment épars,

dont le vainqueur des Dieux s'emprisonne et se lie,

front de marbre vivant, table claire et polie,

où les petits amours vont éguiser leurs dards…
Desportes, qui était poète reçut 30 000 livres de rente d'Henri III…[réf. nécessaire]
Lorsque Henri III épousa en 1575 Louise de Lorraine-Vaudémont, Renée de Rieux ne craignit pas de braver la nouvelle reine (elle parut à un bal de la cour habillée exactement comme Louise de Lorraine). Henri III essaya de la marier à François de Luxembourg, de la maison de Brienne (amoureux malheureux de Louise de Lorraine-Vaudémont), mais celui-ci refusa froidement. Antoine du Prat refusa aussi d'épouser la « belle Châteauneuf » (pour se venger de cet affront, Brantome raconte « qu'elle le foulât aux pieds de son cheval lors d'un défilé »).

### Premier mariage: meurtre du mari pour infidélité
En 1575, elle épousa un Florentin du nom d'Antinotti (à ne pas confondre avec Altoviti qui fut son deuxième mari) dont elle était tombée éperdument amoureuse. Elle l'aurait poignardé en 1577 dans un excès de jalousie. Le journal de l'Estoile raconte ainsi cet évènement : « l'ayant trouvé paillardant, la belle Chateauneuf tua son mari, virilement, de sa propre main. » 
Protégée par le roi, elle ne fut pas inquiétée pour ce meurtre. Par contre, ces vexations fréquentes à l'égard de la reine Louise de Lorraine ne passèrent pas inaperçues. Henri III décida de l'exiler.

### Deuxième mariage: comtesse de Castellane
Entretemps, Renée de Rieux a épousé secrètement, en février 1577, un gentilhomme provençal, Philippe d'Altoviti, capitaine des galères du Roi. 
Ce mariage fut apparemment tenu secret, et une lettre de Renée de Rieux écrite à Marseille le 20 décembre 1577, et adressée à Henri III  dément le fait qu'elle a été enlevée par ce dernier et épousée de force :

« …Sire, devant mon partement de Bretagne, je vous avais écrit et fait entendre mon mariage avec Mr d'Altoviti, l'un de vos capitaines de galères, me promettant que vous l'auriez agréable, puisque c'est chose en quoi je me suis contentée, et que de ma seule volonté ai recherché pour vivre avec lui, comme je fais la plus heureuse qui se puisse dire… encore que peut être ses ennemis et les miens le vous puissent avoir déteint d'autres qualités que la mienne… Mais étant arrivée en cette ville (Marseille), j'ai trouvé par avertissement sur que comme votre Majesté a écrit et commandé à Mr de Mevillon, gouverneur de cette ville, se saisir de mon mari et le mettre prisonnier en lieu de sureté, parce que l'on vous avait fait entendre, qu'il m'avait pillée et enlevée, ce qui est du tout, sous votre correction, éloigné de vérité, car ça a été moi-même qui le suis venue trouver en sa maison, comme étant sa femme depuis le mois de février passé. Je vous supplie très humblement, sire, ne vouloir point troubler mon repos et contentement…. »

Henri III fait de Philippe d'Altoviti à l'occasion de son mariage un comte de Castellane. Il était né à Marseille et était fils de Fouquet d'Altoviti (capitaine des galères) et de Anne de Casaux. Sa mort intervient le 1er juin 1586 à la suite d'un duel contre Henri d’Angoulême, fils naturel d'Henri II, Grand Prieur et gouverneur de Provence.

« En 1586, Philippe Altoviti écrivit à Henri III lui précisant que le bâtard d’Angoulême correspondait avec le Maréchal de Montmorency; le roi montra la missive au coupable, qui, furieux, se rendit à Aix à l'auberge de la Tête Noire, qui se trouvait derrière l'église des Carmes d'Aix, pour y trouver Philippe Altoviti qui y séjournait avant d'assister à l'assemblée des états. Le capitaine ne put nier le fait, mais demanda pardon à Henri d’Angoulême de l'avoir injustement soupçonné. Peu satisfait des excuses, le Grand Prieur tire son épée et blesse Altoviti. L'Italien saisit son adversaire à bras le corps, mais un gentilhomme de la suite du Grand Prieur intervient, et par excès de zèle transperce Altoviti. Mais il enfonça trop son épée qui transperça Altoviti, et déchira les entrailles du Grand Prieur. L'italien mourut aussitôt et le Henri d’Angoulême mourut dans d'atroces souffrances huit heures après. »

## Généalogie

### Famille
Elle est la fille de Jean de Rieux (1508 † 24 décembre 1563), seigneur de Châteauneuf et de Sourdéac et de son épouse (mariage en 1548) Béatrice dame de la Perrière, fille de Claude de Jonchères, seigneur de la Perrière en Anjou.
Elle eut pour frères et sœurs :
- René de Rieux (1558 † 4 décembre 1628 - Assé-le-Boisne), seigneur de Sourdéac, Marquis d'Ouessant, chevalier du Saint-Esprit, qui épouse Suzanne dame de Boulevesque (morte en 1616).

- Françoise, religieuse.

- Guy Ier de Rieux ( † 12 février 1591), seigneur de Châteauneuf, vicomte de Donges, Gouverneur de Brest,  qui épouse 1) 1560 Jeanne dame du Chatel et 2) Madeleine d'Espinay (morte en 1597).

### Descendance de Renée de Rieux dite la «belle Chateauneuf»
De ce deuxième mariage naquirent deux filles et deux fils.
- Marseille d'Altoviti (née le 5 janvier 1577 à Aix, morte le 1er mars 1606 à Marseille), la fameuse poétesse marseillaise. À 18 ans, elle devint la maitresse de Charles de Lorraine (1571-1640) duc de Guise (fils du Balafré mort assassiné), gouverneur de Provence, puis lorsque celui-ci l'eut abandonnée, devint l'amie de Ronsard[à vérifier][réf. nécessaire]. Inhumée à l'église des Grands Carmes de Marseille.

- Emmanuel Henri d'Altoviti (né et mort en 1578).
- Clarice d'Altoviti qui épousa le 1er février 1610 Pierre Lemaître, seigneur des Brosses, auquel elle apporta la seigneurie de Beaumont, à Marseille, érigée, plus tard, en marquisat.
- Philippe d'Altoviti : son baptême est mentionné à Nantes le 14 septembre 1583. Son parrain étant Philippe Emmanuel de Lorraine, duc de Mercœur (frère de la reine Louise de Lorraine). Il fut gouverneur de Belle Ile pour le roi. Il épousa Marie de Bodigneau et en eut une fille unique, Renée d'Altoviti qui épousa en 1638 le chevalier Alain Barbier, seigneur de Kerno et comte de Lescoët.

La branche d'Altoviti continua avec la descendance de Pierre d'Altoviti, (frère du mari de Renée de Rieux) qui épousera en 1585 Esprite de Sommati (leur fils Jacques épousera en 1620 Désirée de Candole, et en eut André marié en 1659 avec Renée de Martin, et deux filles non mariées). Les armes des Altoviti étaient de sable, au loup blanc ou d'argent, le loup venant d'une légende familiale où un membre de la famille avait pu échapper aux ennemis de la famille en suivant comme guide un loup blanc à travers les bois de Lombardie.
Après la mort de son mari, on n'entendit plus parler de la Belle Châteauneuf. Mais elle habitait Marseille où ses 18 000 écus de rente en avait fait une des plus riches habitantes. Les consuls de Marseille l'entretenaient souvent car elle avait gardé de nombreux accès à la cour. On ignore la date et le lieu de son décès.

## Source
- familiale[Lesquelles ?] et ville de Marseille (encyclopédie):

Renée de Rieux de Châteauneuf, exilée à Marseille fut dotée par Henri III, de la seigneurie de Beaumont, de la baronnie de Castellane et de la vieille maison du Roi (?) par décret du Parlement d'Aix à Marseille, elle en réclame les revenus auprès du parlement d'Aix. Elle partage son temps entre Marseille, Aix et Paris.
La famille Lemaître de Beaumont (branche du mariage de Clarice d'Altoviti) n'a pas eu de descendance mâle, le nom s'est perdu. La dernière marquise de Beaumont, Marie Caroline épousa, le 23 novembre 1858, Gaspard Léopold Seguin. C'est sous ce nom que la famille de Renée de Rieux a prospéré.
La seigneurie a disparu par vente de la propriété en 1903 à la ville de Marseille en raison des nouvelles taxations foncières que la famille ne pouvait assumer. Il reste, à Marseille, les quartiers de Bois Lemaître et de Beaumont plus deux rues aux allées de Meilhan.
Renée de Rieux est citée par Chateaubriand dans les premières pages de son ouvrage : La vie de Rancé.
Louis Le Guennec consacre à Alain Barbier et son épouse Renée d'Altoviti, un chapitre de son livre Les Barbier de Lescoët, une famille de la noblesse bretonne, Quimper, 1991 (p. 281). À cette occasion, il mentionne l'histoire de la Belle Châteauneuf.